# Campionati mondiali di ginnastica ritmica sportiva 1994
I XVIII Campionati mondiali di ginnastica ritmica sportiva si sono svolti a Parigi, in Francia, dal 6 al 9 ottobre 1994.

## Risultati
| Evento                          | Oro                                                                                             | Argento                                                                          | Bronzo                        |
| Individuale (clavette)          | Kateryna Serebrjans'ka Ucraina 9,900                                                            | Marija Petrova Bulgaria 9,825                                                    | Amina Zaripova Russia 9,800   |
| Individuale (palla)             | Kateryna Serebrjans'ka Ucraina / Olena Vitryčenko Ucraina 9,875                                 | --                                                                               | Marija Petrova Bulgaria 9,825 |
| Individuale (cerchio)           | Larysa Luk'janenka Bielorussia / Kateryna Serebrjans'ka Ucraina / Marija Petrova Bulgaria 9,875 | --                                                                               | --                            |
| Individuale (nastro)            | Kateryna Serebrjans'ka Ucraina 9,900                                                            | Marija Petrova Bulgaria / Amina Zaripova Russia / Olena Vitryčenko Ucraina 9,850 | --                            |
| Individuale (concorso completo) | Marija Petrova Bulgaria 38,900                                                                  | Larysa Luk'janenka Bielorussia / Amina Zaripova Russia 38,850                    | --                            |
| Gruppo (6 funi)                 | Russia 19,587                                                                                   | Bulgaria 19,537                                                                  | Spagna 19,400                 |
| Gruppo (4 cerchi, 2 clavette)   | Bulgaria 19,550                                                                                 | Russia 19,400                                                                    | Spagna 19,325                 |
| Gruppo (concorso completo)      | Russia 38,925                                                                                   | Spagna 38,700                                                                    | Bulgaria 38,675               |

## Medagliere
| Pos. | Nazione     | Oro | Argento | Bronzo | Totale |
| 1    | Ucraina     | 5   | 1       | 0      | 6      |
| 2    | Bulgaria    | 3   | 3       | 2      | 8      |
| 3    | Russia      | 2   | 3       | 1      | 6      |
| 4    | Bielorussia | 1   | 1       | 0      | 2      |
| 5    | Spagna      | 0   | 1       | 2      | 3      |